# Shahganj
Shahganj là một thành phố và là nơi đặt ban đô thị (municipal board) của quận Jaunpur thuộc bang Uttar Pradesh, Ấn Độ.

## Địa lý
Shahganj có vị trí 24°43′B 82°57′Đ / 24,72°B 82,95°Đ Nó có độ cao trung bình là 303 mét (994 feet).

## Nhân khẩu
Theo điều tra dân số năm 2001 của Ấn Độ, Shahganj có dân số 24.595 người. Phái nam chiếm 53% tổng số dân và phái nữ chiếm 47%. Shahganj có tỷ lệ 64% biết đọc biết viết, cao hơn tỷ lệ trung bình toàn quốc là 59,5%: tỷ lệ cho phái nam là 71%, và tỷ lệ cho phái nữ là 57%. Tại Shahganj, 16% dân số nhỏ hơn 6 tuổi.